# سعود فلاته
سعود عبد العزيز فلاته لاعب كرة قدم سعودي محترف ، يلعب في مركز الدفاع في نادي البكيرية.

## مسيرة اللاعب
لعب مع نادي النصر في الفئات السنية و بعدها انتقل إلى الاتفاق و أعاره نادي الاتفاق إلى نادي النجوم لمدة 4 أشهر و بعدها انتقل بشكل رسمي إلى نادي النجوم و انتقل إلى نادي هجر في عام 2018 و انتقل إلى نادي الطائي في عام 2019 و انتقل إلى نادي الساحل في عام 2020 و انتقل إلى نادي العدالة في عام 2021 و انتقل إلى نادي القادسية في عام 2022 ويلعب حاليًا في نادي البكيرية.